# Dichiarazione di Ginevra sul futuro dell'organizzazione mondiale per la proprietà intellettuale
La dichiarazione di Ginevra sul futuro dell'organizzazione mondiale per la proprietà intellettuale (in inglese: Geneva Declaration on the Future of the World Intellectual Property Organization) è un documento firmato nel 2004 da centinaia di organizzazioni non profit, scienziati, accademici ed altre personalità per sollecitare l'Organizzazione Mondiale per la Proprietà Intellettuale (OMPI) a tener conto delle esigenze dei Paesi in via di sviluppo in tema di legislazione sulla proprietà intellettuale, nonché a considerare quest'ultima non come fine a sé stessa, ma come uno dei tanti mezzi per lo sviluppo.
La Dichiarazione scaturì tra il 13 e 14 settembre 2004 da un dibattito sul futuro dell'OMPI nel corso del TransAtlantic Consumer Dialogue a Ginevra, in Svizzera. In essa i firmatari sollecitarono l'OMPI ad abbandonare l'attuale politica di estensione dei diritti esclusivi senza riguardo al costo sociale e piuttosto suggerirono di giungere ad un compromesso tra il dominio pubblico e la concorrenza da un lato e la proprietà intellettuale dall'altro.
Lo stesso documento appoggia espressamente la proposta, da parte dell'Argentina e del Brasile, di stabilire un'agenda per lo sviluppo per l'OMPI.